# Cubo mágico perfecto
En matemáticas, un cubo mágico perfecto es un cubo mágico en el cual sumando los números de las columnas, las filas, los pilares y las diagonales oblicuas diagonales del espacio, además de la sección transversal dan lugar a un valor numérico constante llamado constante mágica.
Los cubos mágicos perfectos de orden primero son triviales (en el sentido que son infinitos como los números enteros, no se suman); los cubos de las órdenes dos a cuatro se pueden demostrar como no existentes, y los cubos de órdenes cinco y seis primero fueron descubiertos por Walter Trump y Christian Boyer el 13 de noviembre y el 1 de septiembre del 2003, respectivamente.
Un cubo mágico perfecto de la orden siete fue determinado por A. H. Frost en 1866, y el 11 de marzo del 1875, por Gustavus Frankenstein que publicó un artículo en el periódico Cincinnati Commercial sobre el descubrimiento de un cubo mágico perfecto de orden 8º. Los cubos mágicos perfectos de órdenes nueve y once también se han construido, pero no se conoce ningún cubo de orden diez.

## Una definición alternativa
En años recientes, una definición alternativa para el cubo mágico perfecto ha entrado gradualmente en uso. Se basa en el hecho de que tradicionalmente un cuadrado mágico pandiagonal se ha llamado perfecto, porque todas las líneas posibles suman correctamente. Este no es el caso para la definición antedicha para el cubo.
Este mismo razonamiento se puede aplicar a hipercubos de cualquier dimensión. Indicando simplemente: si todas las posibles líneas de las m celdas del (m=orden) suman correctamente, el hipercubo es perfecto. Se requiere que todos los hipercubos de dimensión inferior contenidos en este hipercubo también sean perfectos. Esto no es un requisito de la definición original, que no exige que los cuadrados planar y diagonales sean pandiagonales.
La definición original es aplicable solamente a los cubos mágicos, no a los teseractos, cubos cinco dimensiones, etc.
Ejemplo: Un cubo mágico perfecto de la orden 8 debe tener 244 líneas correctas de acuerdo con la vieja definición, pero actualmente se requieren 832 líneas correctas según esta nueva definición.
La orden 8 es el cubo mágico perfecto posible más pequeño. Ninguno puede existir para las órdenes iguales a números impares dobles.
Gabriel Arnoux construyó un cubo mágico perfecto de la orden 17 en 1887. F.A.P. Barnard publicó los cubos perfectos de la orden 8 y de la orden 11 en 1888.
Según la definición moderna, hay realmente seis clases de cubo mágico; cubo mágico simple, cubo mágico pantriagonal, cubo mágico diagonal, cubo mágico pantriagdiag, cubo mágico pandiagonal, y cubo mágico perfecto.

### Primer y único cubo mágico de 5° orden (5x5x5)
Descubierto por el matemático Walter Trump y el informático Christian Boyer, el 2003-11-13, gracias a la computación paralela.

Este cubo contiene una sola vez todos los números desde 1 hasta 125.
La suma de los 5 números en cada una de las 25 filas, de 25 columnas, de 25 pilares, de 30 diagonales y de 4 triagonales (diagonales del espacio) es igual a la constante mágica 315.

| 1° nivel | - | 2° nivel |
| {\displaystyle {\begin{bmatrix}25&16&80&104&90\\115&98&4&1&97\\42&111&85&2&75\\66&72&27&102&48\\67&18&119&106&5\\\end{bmatrix}}}     |   | {\displaystyle {\begin{bmatrix}91&77&71&6&70\\52&64&117&69&13\\30&118&21&123&23\\26&39&92&44&114\\116&17&14&73&95\\\end{bmatrix}}} |
| 3° nivel | - | 4° nivel |
| {\displaystyle {\begin{bmatrix}47&61&45&76&86\\107&43&38&33&94\\89&68&(63)&58&37\\32&93&88&83&19\\40&50&81&65&79\\\end{bmatrix}}}    |   | {\displaystyle {\begin{bmatrix}31&53&112&109&10\\12&82&34&87&100\\103&3&105&8&96\\113&57&9&62&74\\56&120&55&49&35\\\end{bmatrix}}} |
| 5° nivel | - | |
| {\displaystyle {\begin{bmatrix}121&108&7&20&59\\29&28&122&125&11\\51&15&41&124&84\\78&54&99&24&60\\36&110&46&22&101\\\end{bmatrix}}} |   | |
| --- | - | --- |